# Trichesthes lissopyge
Trichesthes lissopyge är en skalbaggsart som beskrevs av Bates 1888. Trichesthes lissopyge ingår i släktet Trichesthes och familjen Melolonthidae. Inga underarter finns listade i Catalogue of Life.